# Дубиха (Кировская область)
 Дубиха  — деревня в Кирово-Чепецком районе Кировской области в составе Фатеевского сельского поселения.

## География
Расположена на расстоянии примерно 7 км на юг по прямой от районного центра города Кирово-Чепецк.

## История
Известна с 1671 года как починок Сартыковской с 1 двором, в 1764 году в починке Салтыковской 37 жителей. В 1873 году здесь (починок Салтыковский или Дубиха) дворов 6 и жителей 63, в 1926 (деревня Дубиха или Салтыковский) 26 и 127, в 1950 24 и 88, в 1989 уже не оставалось постоянных жителей.

## Население
Постоянное население составляло 4 человека (русские 100%) в 2002 году, 0 в 2010.